# Cinchona pitayensis
La Cinchona pitayensis és una planta del gènere Cinchona, de la família de les rubiàcies. Rep el seu nom per la regió de Pitayó, una àrea colombiana a prop de la ciutat de Popayán (capital del departament de Cauca). És endèmica de l'Equador i Colòmbia, on es fa a altituds d'entre els 2.500 i els 3.500 m. (com en el volcà Chiles).

## Descripció
Es tracta d'un gran arbre, que pot assolir els 30 m. d'altura, amb un tronc d'un metre de diàmetre. El tronc és de color marronós; les fulles són el·líptiques lanceoblongues i fan de 6 a 11 cm de llarg per entre 3 i 5 d'ample. Les inflorescències són terminals, curtes, denses i esparses en flors. Com totes les altres cincones, la seva escorça conté quinina: en l'antigor se l'havia explotat com a Quina roja de Pitayo; l'extensió dels cultius asiàtics en llevà l'interès comercial, fins que, durant la segona Guerra Mundial, i a causa de la manca de quinina asiàtica, els Estats Units en reprengueren l'explotació. La planta conté un 2,5% de sulfat de quinina i un 2,5% de quinidina.